# Hans Wedege
Hans Andreas Thiele Wedege (23. december 1885, København - ?) var en dansk typograf og  tennisspiller medlem af KB Tennis.
Wedege vandt i perioden 1907-1913 tre danske mesterskaber i herredouble. I 1907, 1908 og 1913 med Leif Rovsing som makker.